# Großlangheim
Großlangheim – gmina targowa w Niemczech, w kraju związkowym Bawaria, w rejencji Dolna Frankonia, w regionie Würzburg, w powiecie Kitzingen, siedziba wspólnoty administracyjnej Großlangheim. Leży około 6 km na północny wschód od Kitzingen, przy linii kolejowej Schweinfurt – Kitzingen.

## Demografia
| Rok  | Liczba mieszk. |
| ---- | -------------- |
| 1970 | 1341           |
| 1987 | 1293           |
| 2000 | 1580           |

## Oświata
(na 1999)

W gminie znajduje się 75 miejsc przedszkolnych (72 dzieci) oraz szkoła podstawowa (klasy 1–3).